# Plaza Sargento Lores (Iquitos)
La plaza Sargento Lores es un espacio público ubicado en el distrito de Iquitos, en el norte de la ciudad de Iquitos, al oriente del Perú.

## Descripción

### Toponimia
La plaza lleva el nombre del militar Fernando Lores Tenazoa que se inmolo durante la defensa de Güepí del 26 de marzo de 1933 en la guerra colombo-peruana. Todos los 26 de marzo se conmemora y realizan honores en su memoria.

### Tiempos contemporáneos
Ya en el siglo XXI, durante 2011, la plaza inició una revitalización de relevancia, al llegar a sus alrededores entidades gubernamentales de nivel regional y nacional, como la Municipalidad Provincial de Maynas, el Colegio de Abogados y el Ministerio Público. Entre 2018 y 2021 se realizaron remodelaciones completa del espacio público.